# Vòng loại Giải vô địch bóng đá thế giới 2026 – Khu vực châu Âu (Bảng G)
Vòng loại Giải vô địch bóng đá thế giới 2026 khu vực châu Âu – Bảng G là một trong 12 bảng đấu của UEFA tại vòng loại Giải vô địch bóng đá thế giới để xác định những đội tuyển giành quyền tham dự giải vô địch bóng đá thế giới 2026 tại Canada, Mexico và Hoa Kỳ. Bảng G bao gồm 5 đội tuyển: Phần Lan, Litva, Malta, Hà Lan và Ba Lan. Các đội sẽ thi đấu với nhau trên sân nhà và sân khách theo thể thức vòng tròn tính điểm từ tháng 3 đến tháng 11 năm 2025. Tuy nhiên, vì Hà Lan đã tham dự vòng tứ kết Nations League A vào tháng 3 nên đội tuyển này sẽ bắt đầu chiến dịch vòng loại vào tháng 6 năm 2025. 
Đội nhất bảng sẽ trực tiếp giành quyền tham dự World Cup 2026, còn đội nhì bảng sẽ tiến vào vòng 2 (vòng play-off).

## Bảng xếp hạng
| VT | Đội      | ST | T | H | B | BT | BB | HS  | Đ | Giành quyền tham dự |     | Phần Lan | Hà Lan  | Ba Lan | Litva   | Malta   |
| -- | -------- | -- | - | - | - | -- | -- | --- | - | ------------------- | --- | -------- | ------- | ------ | ------- | ------- |
| 1  | Phần Lan | 4  | 2 | 1 | 1 | 5  | 5  | 0   | 7 | FIFA World Cup 2026 |     | —        | 0–2     | 2–1    | 9 th10  | 14 th11 |
| 2  | Hà Lan   | 2  | 2 | 0 | 0 | 10 | 0  | +10 | 6 | Vòng 2              |     | 12 th10  | —       | 4 th9  | 17 th11 | 8–0     |
| 3  | Ba Lan   | 3  | 2 | 0 | 1 | 4  | 2  | +2  | 6 |                     |     | 7 th9    | 14 th11 | —      | 1–0     | 2–0     |
| 4  | Litva    | 3  | 0 | 2 | 1 | 2  | 3  | −1  | 2 |                     | 2–2 | 7 th9    | 12 th10 | —      | 4 th9   |         |
| 5  | Malta    | 4  | 0 | 1 | 3 | 0  | 11 | −11 | 1 |                     | 0–1 | 9 th10   | 17 th11 | 0–0    | —       |         |

## Các trận đấu
Lịch thi đấu được công bố bởi UEFA sau khi bốc thăm. Thời gian là CET/CEST, được liệt kê bởi UEFA (giờ địa phương, nếu có sự khác biệt, sẽ được hiển thị trong ngoặc đơn).
| Malta | 0–1                             | Phần Lan     |
| ----- | ------------------------------- | ------------ |
|       | Chi tiết (FIFA) Chi tiết (UEFA) | - Antman 38' |

| Ba Lan            | 1–0                             | Litva |
| ----------------- | ------------------------------- | ----- |
| - Lewandowski 81' | Chi tiết (FIFA) Chi tiết (UEFA) |       |

| Litva                      | 2–2                             | Phần Lan                               |
| -------------------------- | ------------------------------- | -------------------------------------- |
| - Kučys 39' - Gineitis 69' | Chi tiết (FIFA) Chi tiết (UEFA) | - Kairinen 4' - Pohjanpalo 17' (ph.đ.) |

| Ba Lan               | 2–0                             | Malta |
| -------------------- | ------------------------------- | ----- |
| - Świderski 27', 51' | Chi tiết (FIFA) Chi tiết (UEFA) |       |

| Malta | 0-0                             | Litva |
| ----- | ------------------------------- | ----- |
|       | Chi tiết (FIFA) Chi tiết (UEFA) |       |

| Phần Lan | 0-2                             | Hà Lan                    |
| -------- | ------------------------------- | ------------------------- |
|          | Chi tiết (FIFA) Chi tiết (UEFA) | - Depay 6' - Dumfries 23' |

| Phần Lan                               | 2-1                             | Ba Lan       |
| -------------------------------------- | ------------------------------- | ------------ |
| - Pohjanpalo 31' (ph.đ.) - Källman 64' | Chi tiết (FIFA) Chi tiết (UEFA) | - Kiwior 69' |

| Hà Lan                                                                                             | 8-0                             | Malta |
| -------------------------------------------------------------------------------------------------- | ------------------------------- | ----- |
| - Depay 9' (ph.đ.), 16' - Van Dijk 20' - Simons 61' - Malen 74', 80' - Lang 78' - Van de Ven 90+2' | Chi tiết (FIFA) Chi tiết (UEFA) |       |

| Litva | v                               | Malta |
| ----- | ------------------------------- | ----- |
|       | Chi tiết (FIFA) Chi tiết (UEFA) |       |

| Hà Lan | v                               | Ba Lan |
| ------ | ------------------------------- | ------ |
|        | Chi tiết (FIFA) Chi tiết (UEFA) |        |

| Litva | v                               | Hà Lan |
| ----- | ------------------------------- | ------ |
|       | Chi tiết (FIFA) Chi tiết (UEFA) |        |

| Ba Lan | v                               | Phần Lan |
| ------ | ------------------------------- | -------- |
|        | Chi tiết (FIFA) Chi tiết (UEFA) |          |

| Phần Lan | v                               | Litva |
| -------- | ------------------------------- | ----- |
|          | Chi tiết (FIFA) Chi tiết (UEFA) |       |

| Malta | v                               | Hà Lan |
| ----- | ------------------------------- | ------ |
|       | Chi tiết (FIFA) Chi tiết (UEFA) |        |

| Litva | v                               | Ba Lan |
| ----- | ------------------------------- | ------ |
|       | Chi tiết (FIFA) Chi tiết (UEFA) |        |

| Hà Lan | v                               | Phần Lan |
| ------ | ------------------------------- | -------- |
|        | Chi tiết (FIFA) Chi tiết (UEFA) |          |

| Phần Lan | v                               | Malta |
| -------- | ------------------------------- | ----- |
|          | Chi tiết (FIFA) Chi tiết (UEFA) |       |

| Ba Lan | v                               | Hà Lan |
| ------ | ------------------------------- | ------ |
|        | Chi tiết (FIFA) Chi tiết (UEFA) |        |

| Malta | v                               | Ba Lan |
| ----- | ------------------------------- | ------ |
|       | Chi tiết (FIFA) Chi tiết (UEFA) |        |

| Hà Lan | v                               | Litva |
| ------ | ------------------------------- | ----- |
|        | Chi tiết (FIFA) Chi tiết (UEFA) |       |

## Cầu thủ ghi bàn
Đang có 21 bàn thắng ghi được trong 8 trận đấu, trung bình 2.62 bàn thắng mỗi trận đấu (tính đến ngày 10 tháng 6 năm 2025).
3 bàn
- Memphis Depay

2 bàn
- Karol Świderski
- Donyell Malen
- Joel Pohjanpalo

1 bàn
- Jakub Kiwior
- Robert Lewandowski
- Denzel Dumfries
- Noa Lang
- Xavi Simons
- Micky van de Ven
- Virgil van Dijk
- Gvidas Gineitis
- Armandas Kučys
- Oliver Antman
- Kaan Kairinen
- Benjamin Källman